# 경찰특공대 (드라마)

《경찰특공대》는 2000년 7월 19일부터 2000년 9월 7일까지 방송했던 SBS 수목 드라마였다.

## 등장 인물

### 주요 인물
- 김석훈 : 이동하 역(순경, 한국과학기술원 컴퓨터 전공 공학도, 호텔 테러사건과 연관된 CCTV 테잎 복원 작업을 친형인 특공대원 동식에게 부탁 받음, 그러나 동식은 테러리스트 박태형의 총격을 받고 사망하고, 형의 복수를 위해 해외 유학을 포기하고 경찰특공대에 지원, 자기의 특기인 정보 수집 능력으로 테러리스트의 실체에 접근하게 됨)
- 이종원 : 유강주 역(순경, 부산 림스 호텔 테러 사건 당시, 여자 특공대원 한혜수 순경을 테러리스트로 오인하여 사살 함 이 사건을 계기로 특공대장의 책상을 둘러엎고 스스로 제발로 사직서를 제출하고 나감, 그러나 언제나 자기를 아껴주던 동식의 사망 소식을 듣게 되고, 경찰특공대에 지원 하기전 몸 단련하다가 동하를 만나게 되어 두 사람은 자연스레 친구가 됨. 마지막에 동하가 저격 당할 위기에 처한 걸 알고 동하를 구해주고 자신은 김환의 저격에 의해 사망함)

### 경찰특공대
- 길용우 : 장대규 역(특공대장, 경정) 원리원칙 주의자 이나 특공대원들을 하나하나 챙길정도로 정감이 많다
- 천호진 : 이동식 역(경사, 동하의 친형이자 유일한 희망, 미란다 호텔 사건 CCTV테잎 복원 작업을 공학도인 동하에게 부탁함, 그러나 한 밤 중 복원 작업이 끝난 직후 태형의 총격을 받고 사망함, 훗날 경위로 추서됨)
- 남성진 : 조일영 역(공격조장, 경사, 별명은 찬바람 강하고 저돌적임, 특공대원인 강주를 특공대에서 쫓아내려 함, 그러나 속으로는 강주를 아끼는 인물, 강주가 사망했을 때 누구보다 슬퍼했다.)
- 박근형 : 오 사범 역(특공무술 사범, 특공대의 유일한 홍일점인 오상희 순경의 아버지)
- 윤철형 : 김인수 역(경장, 특공대에 적응이 힘들어 나가려고 하다가 성철의 충고로 특공대에 잔류하게 됨)
- 이상인 : 박영철 역(경장, 별명은 아톰 항상 뺀질거리고 놀기 좋아하는 인물, 못하는 무예가 없을정도로 싸움에 매우 능하나 조폭 조덕팔에게 수표를 받은 이후로 마음 고생을 함)
- 김상중 : 백성철 역(특공대 전술요원 1팀장, 경위) 가정적이고 여섯살 난 아들과 야쿠르트 판매원인 아내가 있다. 그러나 테러리스트 장의 총격으로 아내를 잃게 되고 아들을 부모님댁에 맡긴 후 테러와의 전면전을 다짐, 테러단을 하나씩 쓰러뜨리며 일망타진 한다.
- 황인영 : 오상희 역(순경, 특공대의 유일한 홍일점, 없어서는 안 될 특공대의 엔돌핀. 강주의 아픈 과거를 감싸주는 연인이 됨)
- 박광정 : 안동출 역(단역 출연)(전술요원 2팀, 경장, 별명은 뱁새, 김인수 경장과 꽤 친분이 있음, 영등포경찰서에서 강력계 형사로 근무 후 특공대로 복귀함)
- 임대호 : 육창주 역(단역 출연)(전술요원 2팀, 경장, 별명은 뚱땡이)

### 경찰 수뇌부
- 박영태 : 문영호 역(서울지방경찰청장, 치안정감, 4회부터 출연)
- 양재성 : 경찰 간부 1 역(치안감, 9회 출연)
- 나기수 : 경찰 간부 2 역(경무관, 9회 출연)

### 테러리스트
- 김무생 : 목산그룹 김용태 회장 역(최후의 순간에 부산에 핵 미사일을 발사하려는 순간 특공대원들에 발각, 자살함)
- 김상경 : 김환 역(저격에 능하며 특공대의 허를 찌르는 기술 구사, 특공대원인 동하를 죽이려다 단비에 의해 사살됨)
- 김유미 : 정단비 역(동하의 운명적인 사랑, 동하에게 자신의 모습을 보여주기 싫다며 끝내 자살)
- 선우재덕 : 최정학 실장 역(목산 김회장의 비서실장, 유일하게 죽지 않는 테러리스트)
- 이덕화 : 박태형 역(특공대원인 강주가 자신의 아들임을 알고 놀라는 인물, 버스 인질극 이후 특공대원들에게 총격을 받고 사망)
- 이정용 : 장석기 역(CD를 회수하고 김환 이랑 도주하던 중 동하에 의해 사살됨)
- 정명환 : 홍태섭 역(특전사 출신의 테러리스트, 장경식 실장을 인질로 잡고 경찰특공대랑 대치 하던 중 김환의 저격으로 사망, 사망 이유 : 경찰 손에 넘어갔을 경우를 생각 해보면 이유를 알 수 있음)

### 그 외 인물
- 이혜숙 : 유강주 순경의 모친 역(화원을 운영)
- 지수원 : 송은희 역(백성철 부인, 테러리스트 장에게 총격으로 사망)
- 문용민 : 조덕팔 역(김환에게 총격으로 사망)
- 최준용 : 경찰청 사이버수사대 소속 최기철 형사 역(금융 전산 시스템 전문 요원)
- 김수일 : 김근수 회장 역(13회 출연)
- 강성욱 : 장경식 역(전 대통령 경호실장, 단비에게 총격으로 사망)
- 신귀식 : 김현기 역(국회의원, 태형에게 총격으로 사망)
- 이성호 : 여민태 역(전 합동참모의장)
- 이원발 : 형사 역
- 김호영 : 박성호(한영그룹 회장, 김환이 설치한 폭탄장치로 인해 폭사)
- 박종설
- 서범식
- 이승형
- 남영진
- 문회원
- 황덕재 : 특공대원 역
- 조성규 : 특공대원 역
- 김희정
- 방경림
- 박윤현
- 김미희
- 권오영
- 원숙희
- 이다연